# 拥抱者集团
拥抱者集团（Embracer Group AB），前称北欧游戏授权（Nordic Games Licensing AB）、THQ Nordic AB，是一家瑞典游戏及媒体控股公司，总部位于卡尔斯塔德。集团分为8个运营集群：Amplifier Game Invest、CDE Entertainment、咖啡渍控股、黑马媒体、DECA Games、Embracer Freemode（包含中土企业）、Plaion、THQ Nordic。
该公司于2011年作为北欧游戏集团（Nordic Games Group）旗下发行商北欧游戏（Nordic Games GmbH，现名THQ Nordic）的母公司成立，当时名为北欧游戏授权（Nordic Games Licensing）。它从破产的游戏发行商手中收购了多项资产，如2011年的JoWooD娱乐和2013年的THQ。2016年8月，北欧游戏授权（Nordic Games Licensing）和子公司北欧游戏（Nordic Games GmbH）分别更名为THQ Nordic AB和THQ Nordic GmbH，采用了2014年购得的THQ商标。2016年11月，在纳斯达克第一北方上市。2018年收购了科赫媒体（Koch Media）和咖啡渍工作室（Coffee Stain Studios），成为THQ Nordic AB内的独立运营集群，与THQ Nordic GmbH互补。为了避免与THQ Nordic GmbH混淆并明确其作为控股公司的地位，THQ Nordic AB于2019年9月更名为拥抱者集团（Embracer Group），而THQ Nordic GmbH保留其名称。
2023年起，拥抱者集团开始对其架构进行改革，多家游戏工作室被解散和出售。
2024年4月22日，拥抱者集团宣布分拆为三个独立的上市实体：艾赐魔袋集团（Asmodee Group），“咖啡渍与朋友们”（Coffee Stain & Friends）和“中土企业与朋友们”（Middle-earth Enterprises & Friends）。后两者将在正式名称决定后更名。艾赐魔袋于2025年2月7日完成分拆。

## 集团结构
拥抱者集团将分拆成三个独立实体，预计将于2025年完成。计划将现有子公司分入不同的上市实体。拆分完成后，新成立的拥抱者公司将成为三家独立实体的控股股东。
艾赐魔袋集团

桌上遊戲发行和销售。原为艾赐魔袋集群。于2025年2月7日完成分拆。
旗下工作室：
- Access+
- Aconyte
- Atomic Mass Games
- Bezzerwizzer Studio
- Catan Studio
- Days of Wonder
- Edge Entertainment
- Exploding Kittens
- Fantasy Flight Games
- Gamegenic
- Libellud
- Lookout Games
- Mixlore
- Plan B Games
- Plaid Hat Games
- Rebel Studio
- Repos Production
- Space Cow
- Space Cowboys
- The Green Board Game Co.
- Twin Sails Interactive
- Unexpected Games
- VR Group
- Z-Man Games
- Zygomatic Games

咖啡渍集团

制作和发行PC，主机平台的独立游戏。由咖啡渍集群和Amplifier Game Invest集群的部分工作室组成。
- 咖啡渍工作室
- 幽灵船游戏（英语：Ghost Ship Games）
- Tuxedo Labs
- Amplifier Game Invest

Fellowship Entertainment

核心业务为游戏开发和发行，同时负责IP授权、漫画、电影和周边商品。共有40多家子公司。

旗下主要工作室：
- 晶体动力
- 大坝摧毁者工作室
- Eidos蒙特利尔
- 飞翔野猪（英语：Flying Wild Hog）
- Tripwire Interactive
- Vertigo Games
- 战马工作室
- 4A Games
- Aspyr Media
- CrazyLabs
- DECA Games
- Tarsier Studios
- THQ Nordic

旗下业务：
- Plaion
- 黑马漫画
- 限量游戏（英语：Limited Run Games）
- 中土企业

### 子公司
截至2025年2月，拥抱者集团拥有75个内部游戏开发工作室，分为8个运营集群，在30多个国家拥有超过7,500名员工和合同工。
- THQ Nordic
  - Alkimia Interactive
  - Appeal Studios
  - Ashborne Games
  - 黑森林游戏（英语：Black Forest Games）
  - 怪物娱乐（英语：Bugbear Entertainment）
  - Experiment 101
  - Gate21
  - Grimlore Games
  - 枪火游戏（英语：Gunfire Games）
  - HandyGames
    - Massive Miniteam

  - Kaiko
  - Metricminds
  - Mirage Game Studios
  - Nine Rocks Games
  - 紫灯（英语：Purple Lamp）
- Plaion（原Koch Media）
  - Deep Silver
    - 大坝摧毁者工作室
    - 魔鱼（英语：Fishlabs）

  - Development Plus
  - DigixArt
  - 飞翔野猪（英语：Flying Wild Hog）
    - Flying Wild Hog Cracow
    - Flying Wild Hog Rzeszów

  - 里程碑（英语：Milestone (Italian company)）
  - Plaion Pictures
    - 动画有限公司（英语：Anime Limited）
    - Sola Media
    - Spotfilm Networx

  - Prime Matter
  - Ravenscourt
  - Splatter Connect
  - Vertigo Games
    - Vertigo Arcade
    - Vertigo Publishing
      - Vertigo Publishing Amsterdam

    - Vertigo Studios
    - SpringboardVR

  - Voxler
  - 战马工作室
- Coffee Stain
  - Box Dragon
  - 咖啡渍工作室
    - Coffee Stain Gothenburg
    - Coffee Stain Malmö
    - Coffee Stain North

  - Coffee Stain Publishing
  - Easy Trigger Games
  - 幽灵船游戏（英语：Ghost Ship Games）
    - Ghost Ship Publishing

  - Lavapotion

- Amplifier Game Invest[13]
  - A Creative Endeavor
  - DestinyBit
  - Frame Break
  - Green Tile Digital
  - Infinite Mana Games
  - Invisible Walls
  - Kavalri Games
  - Misc Games
  - Palindrome Interactive
  - Rare Earth Games
  - Studio Hermitage
  - Tarsier Studios
  - Zapper Games

- DECA Games
  - A Thinking Ape Entertainment
  - CrazyLabs
    - Firescore Interactive

- 黑马媒体
  - 黑马漫画
  - 黑马娱乐（英语：Dark Horse Entertainment）
  - Things from Another World
- Freemode
  - 限量游戏（英语：Limited Run Games）
  - 中土企业
  - Bitwave Games
  - Captured Dimensions
  - Clear River Games
  - Game Outlet Europe
  - Gioteck
  - Grimfrost
  - Quantic Lab
  - Singtrix
  - Tatsujin
- CDE Entertainment（Crystal Dynamics - Eidos）
  - 晶体动力
    - Crystal Northwest
    - Crystal Southwest

  - Eidos蒙特利尔

- 原佩剑互动旗下公司，未来并入其他子公司[14]
  - 34BigThings
  - 4A Games
  - Aspyr
    - 光束狗（英语：Beamdog）

  - Demiurge Studios
  - Snapshot Games
  - Tripwire Interactive
  - Tuxedo Labs
  - 禅工作室

- 原Gearbox娱乐旗下公司，未来并入其他子公司[15]
  - Arc Games（原Gearbox Publishing San Francisco）[16]
  - 神秘工作室
  - Lost Boys Interactive

### 前子公司
- Foxglove Studios（2016年由THQ Nordic创立，于2019年剥离）
- Onoma（原史克威尔艾尼克斯蒙特利尔，2022年8月拥抱者集团收购史克威尔艾尼克斯欧洲旗下工作室时包含在内，2022年11月关闭）
- Campfire Cabal（2022年9月由THQ Nordic创立，于2023年8月关闭）
- Goose Byte（2021年12月由Amplifier Game Invest创立，于2023年8月剥离）
- Volition（2013年1月被Deep Silver收购，2023年8月关闭）
- 自由基设计（2021年由Deep Silver重新组建，2023年12月关闭）
- 佩剑互动（英语：Saber Interactive）（2020年2月被拥抱者集团收购，于2024年3月剥离）[17]
  - 各地的佩剑工作室
  - DIGIC
  - Fractured Byte
  - Mad Head Games
  - 新世界互动（英语：New World Interactive）
  - 灵活巨人娱乐（英语：Nimble Giant Entertainment）
  - Sandbox Strategies
  - 滑动门制铁（英语：Slipgate Ironworks）
  - 3D Realms

- 彩虹工作室（2013年由Nordic Games重新组建，于2024年剥离）
- Shiver Entertainment（2021年12月被Saber Interactive收购，2024年5月出售给任天堂）
- Gearbox娱乐（2021年2月被拥抱者集团收购，2024年6月出售给Take-Two Interactive）[18]
  - Gearbox软件
  - Gearbox Montréal
  - Gearbox Studio Québec

- Pieces Interactive（2017年8月被THQ Nordic收购，2024年6月关闭）[19]
- Piranha Bytes（2019年5月被THQ Nordic收购，2024年6月关闭）[20]
- Pow Wow Entertainment（2020年8月被THQ Nordic收购，2024年6月关闭）
- Eidos-Sherbrooke（2022年8月拥抱者集团收购史克威尔艾尼克斯欧洲旗下工作室时包含在内，2024年6月关闭）
- Easybrain（2021年2月被拥抱者集团收购，2025年1月出售给Miniclip）[21]